# Konstantin Delcroix
Konstantin Delcroix (* 21. Mai 1894 in München; † 1. Oktober 1982 ebenda) war ein deutscher Schauspieler und Regisseur.

## Leben
Nach dem Abitur am Ludwigsgymnasium in München studierte Delcroix zunächst acht Semester Medizin. Danach sattelte er auf  Theaterwissenschaft um und besuchte vor allem die Vorlesungen von Artur Kutscher. Zu seinen Mitstudenten gehörte Eugen Roth.   Seine Bühnentätigkeit begann er als Dramaturg in Stuttgart. Gleich nach dem Ersten Weltkrieg entschloss sich Delcroix zum Wechsel zur Schauspielerei und nahm Unterricht bei Albert Steinrück. Bald darauf sah man ihn unter anderem am Prinzregententheater in München im Sommer 1919 in dem Stück Nordische Heerfahrt‘, wo er den Bauern Kaare verkörperte. Bereits zu Beginn der 20er Jahre wirkte er an den Bayerischen Staatstheatern und trat unter der Intendanz von Karl Zeiß an der Seite angesehener Kollegen wie Friedrich Basil, Eugen Gura, Friedrich Ulmer und Gustav Waldau auf.

Zum Staatsschauspieler ernannt, blieb Delcroix bis 1945 den Bayerischen Staatstheatern (ab 1938: Bayerisches Staatsschauspiel) treu und begann dort, unter der Intendanz Alexander Gollings, auch Stücke zu inszenieren. Nach dem Zweiten Weltkrieg wirkte Delcroix an anderen (und nunmehr deutlich kleineren) Münchner Bühnen wie der Kleinen Komödie, dem Münchner Volkstheater, deren Bühnenvorstand er ebenfalls angehörte, und dem Theater der Jugend.

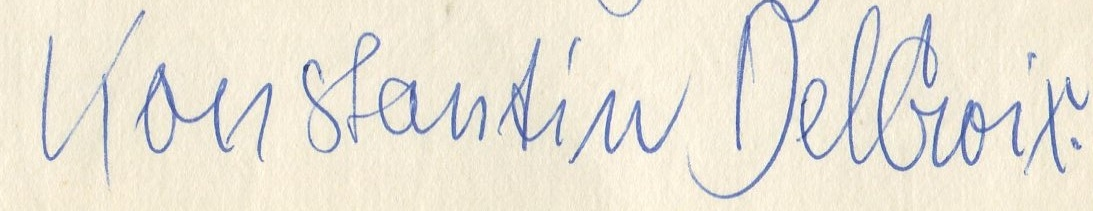
Signatur Konstantin Delcroix

In den 60er Jahren konzentrierte sich Delcroix, der bereits seit Mitte der 50er Jahre vor der Kamera gestanden hatte, auf die Fernseharbeit. Sein Rollenfach in zahlreichen Inszenierungen mit Volksstückcharakter war das des einfachen, bajuwarischen Einheimischen, den er mal stur und brummig, mal knorrig und mürrisch, oftmals aber auch urwüchsig-komisch anlegte. Delcroix-Typen waren oft Knechte und Bauern, Diener und niedrige Amtsleute.
Konstantin Delcroix hat auch als Schauspiellehrer gearbeitet, zu seinen Schülern zählte unter anderem Rudolf Vogel. Delcroix war verheiratet und hatte einen gleichfalls schauspielernden Sohn (Michael) sowie eine Tochter.

## Filmografie (als Schauspieler)
Fernsehen, wenn nicht anders angegeben
- 1954: Vater Seidl und sein Sohn
- 1955: Die Medaille (Regie)
- 1956: Die fröhliche Wallfahrt (Kino)
- 1956: Johannisnacht (Kino)
- 1958: Die Bernauerin
- 1958: Besuch aus heiterem Himmel (Kino)
- 1961: Doppelselbstmord
- 1962: Der Komödienstadel: Graf Schorschi (als Auskunfteiangestellter Meier)
- 1963: Der Komödienstadel: Der Geisterbräu (als Schuster Hirblinger)
- 1963: Der G‘wissenswurm
- 1965: Die Pfingstorgel
- 1965: Die Reise nach Steiermark
- 1966: Das Bohrloch oder Bayern ist nicht Texas
- 1967: Meine Frau, die Philosophin
- 1968: Der Pfarrer von Gillbach
- 1968: Der Holledauer Schimmel
- 1968: Rotmord
- 1969: Die Kleinbürgerhochzeit (Hauptrolle)
- 1972: Der Komödienstadel: Josef Filser (als Geistlicher Rat Hefter)
- 1972: Der Komödienstadel: Mattheis brichts Eis (als Sänger im Trio)